# Aurelia (méduse)
Pour les articles homonymes, voir Aurelia.
Genre
Aurelia (du latin aurum, « or », à cause de la couleur éclatante de l’ombrelle), est un genre de méduses de la famille des Ulmaridae.

## Liste d'espèces
Selon World Register of Marine Species (24 août 2018) :
- Aurelia aurita (Linnaeus, 1758)
- Aurelia ayla Lawley, Gamero-Mora, Maronna, Chiaverano, Stampar, Hopcroft, Collins & Morandini, 2021
- Aurelia cebimarensis Lawley, Gamero-Mora, Maronna, Chiaverano, Stampar, Hopcroft, Collins & Morandini, 2021
- Aurelia clausa Lesson, 1830
- Aurelia coerulea von Lendenfeld, 1884
- Aurelia colpota Brandt, 1835
- Aurelia columbia Lawley, Gamero-Mora, Maronna, Chiaverano, Stampar, Hopcroft, Collins & Morandini, 2021
- Aurelia dubia Vanhöffen, 1888
- Aurelia hyalina Brandt, 1835
- Aurelia insularia Lawley, Gamero-Mora, Maronna, Chiaverano, Stampar, Hopcroft, Collins & Morandini, 2021
- Aurelia labiata Chamisso & Eysenhardt, 1821
- Aurelia limbata Brandt, 1835
- Aurelia malayensis Lawley, Gamero-Mora, Maronna, Chiaverano, Stampar, Hopcroft, Collins & Morandini, 2021
- Aurelia maldivensis Bigelow, 1904
- Aurelia marginalis Agassiz, 1862
- Aurelia mianzani Lawley, Gamero-Mora, Maronna, Chiaverano, Stampar, Hopcroft, Collins & Morandini, 2021
- Aurelia miyakei Lawley, Gamero-Mora, Maronna, Chiaverano, Stampar, Hopcroft, Collins & Morandini, 2021
- Aurelia montyi Lawley, Gamero-Mora, Maronna, Chiaverano, Stampar, Hopcroft, Collins & Morandini, 2021
- Aurelia mozambica Brown & Gibbons, 2021
- Aurelia persea (Forsskål, 1775)
- Aurelia pseudosolida Garić & Batistić, 2022
- Aurelia rara Lawley, Gamero-Mora, Maronna, Chiaverano, Stampar, Hopcroft, Collins & Morandini, 2021
- Aurelia relicta Scorrano, Aglieri, Boero, Dawson & Piraino, 2016
- Aurelia smithsoniana Lawley, Gamero-Mora, Maronna, Chiaverano, Stampar, Hopcroft, Collins & Morandini, 2021
- Aurelia solida Browne, 1905
- Aurelia vitiana Agassiz & Mayer, 1899

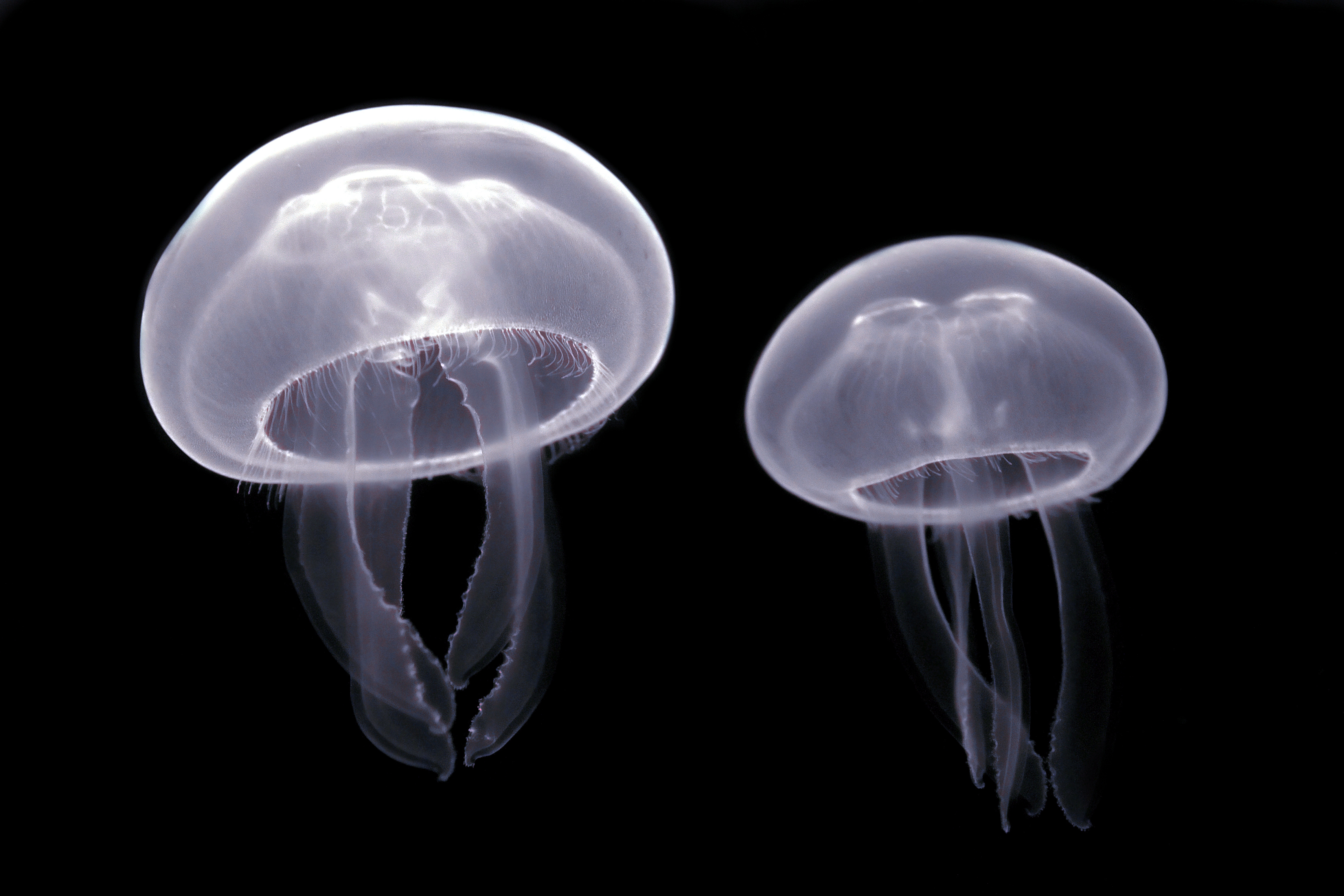
Aurelia aurita
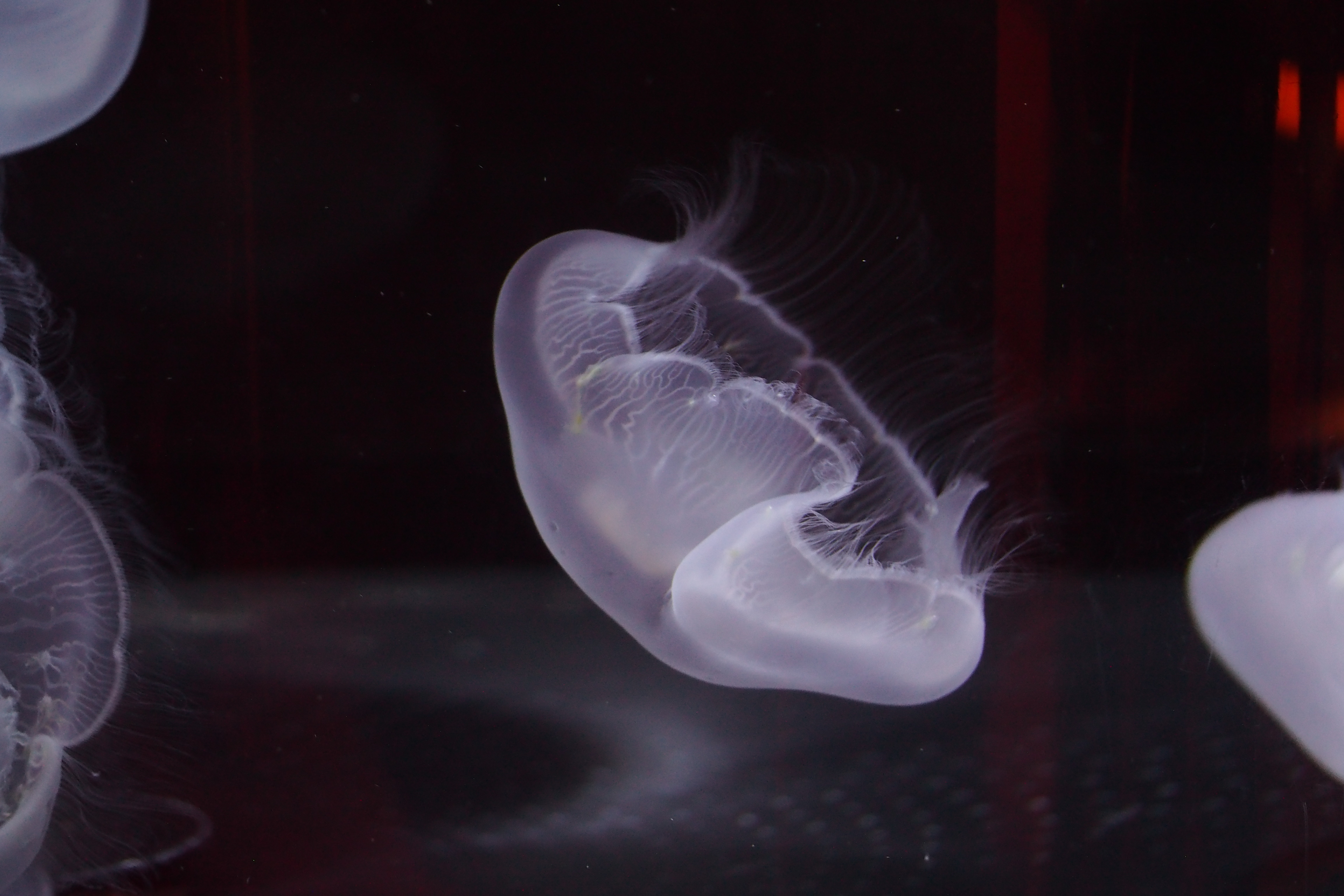
Aurelia cf. coerulea
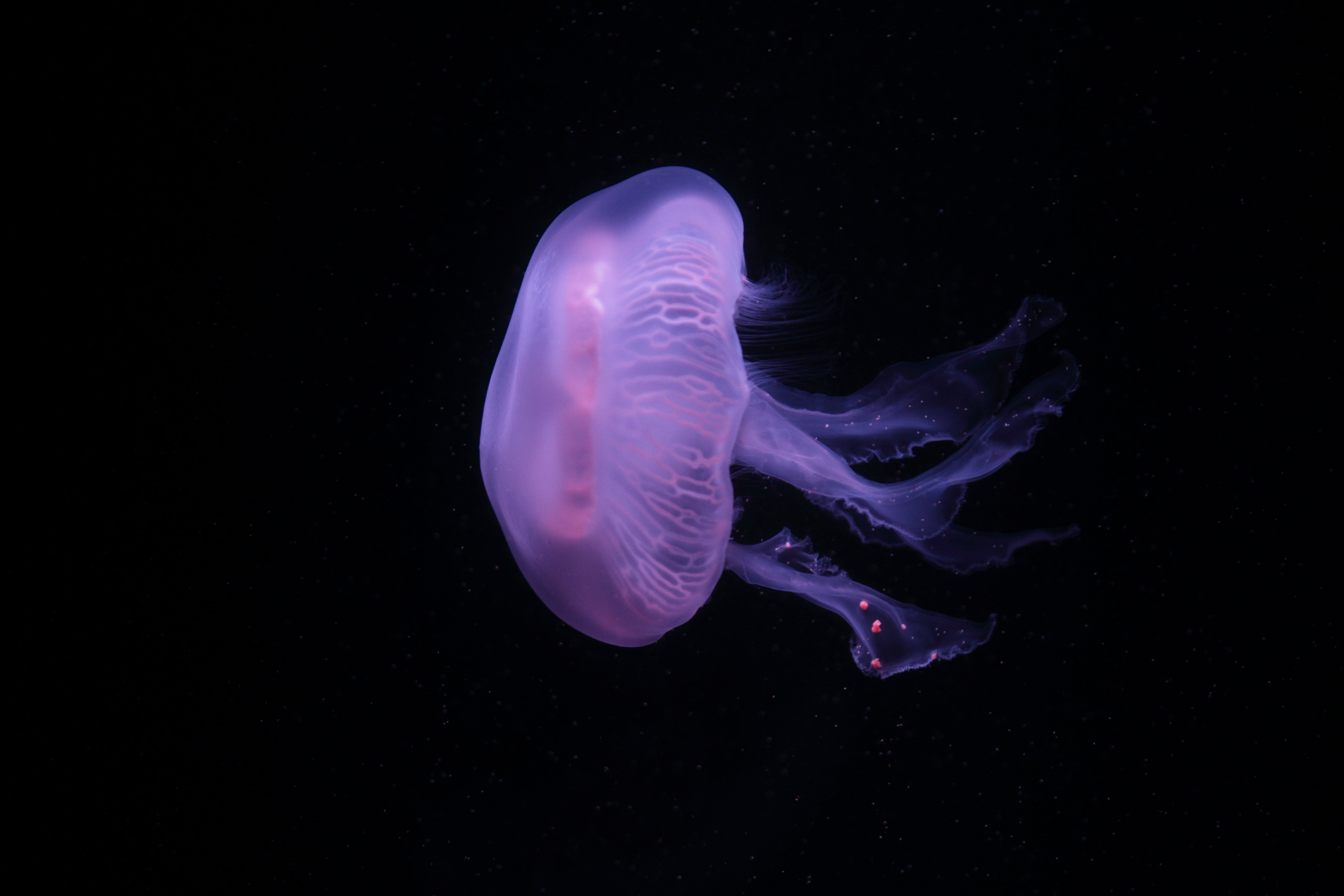
Aurelia labiata
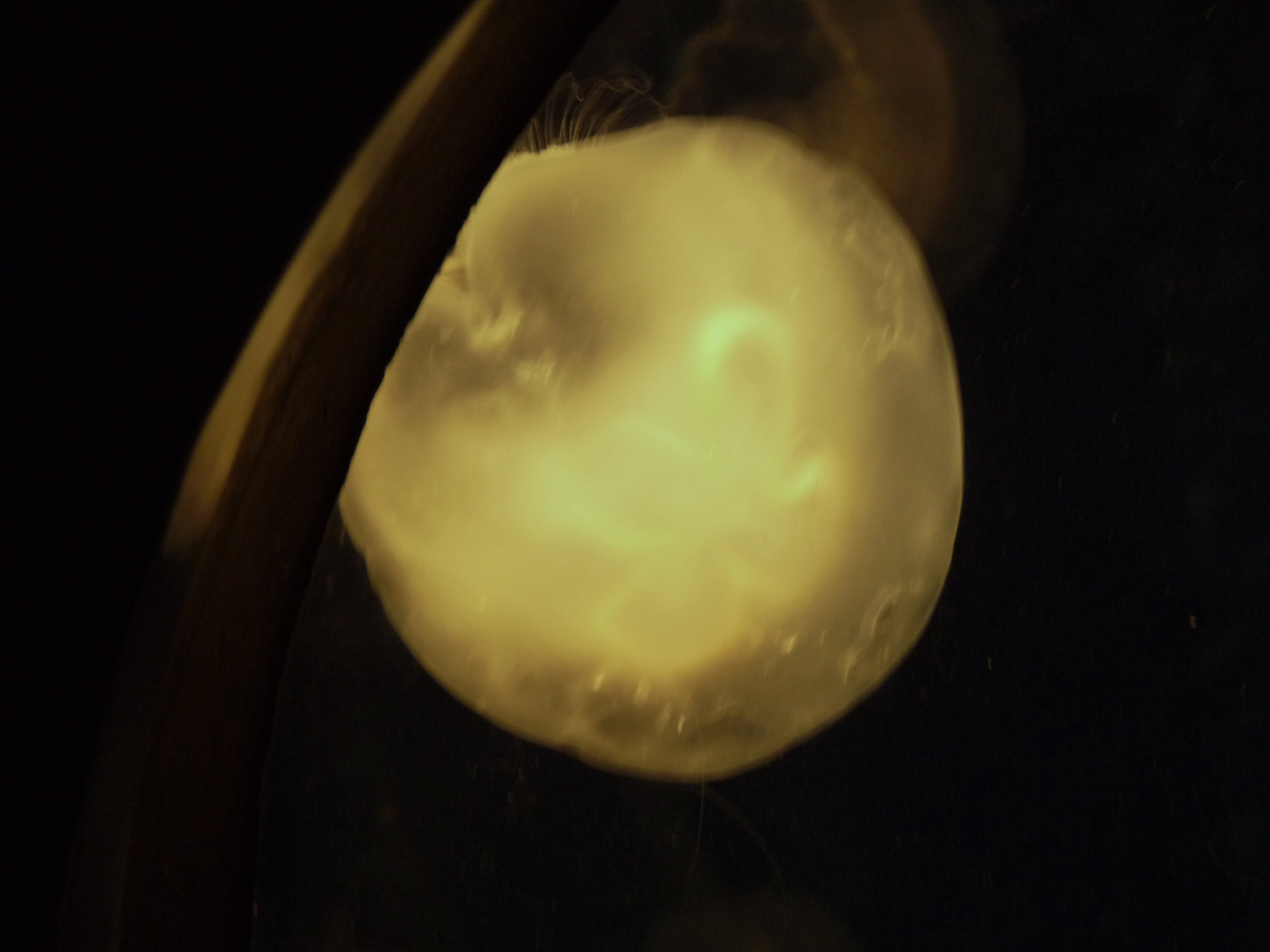
Aurelia limbata